# Corinne Touzet
Corinne Touzet (Orthez, 21 dicembre 1959) è un'attrice, regista e produttrice televisiva francese; è diventata celebre in tutto il mondo interpretando Isabelle Florent nella serie televisiva Il comandante Florent.

## Biografia
Sin da piccola, manifesta il desiderio di diventare un clown e di vivere nell'ambiente circense. Dopo il diploma di maturità, lascia la famiglia a 17 anni per raggiungere gli Stati Uniti e il Canada, che attraversa in auto-stop, e vive per un certo periodo in una riserva indiana. Ritornata in Francia, studia recitazione e ottiene il diploma di attrice/animatrice dell'IFCA.
Nel 1982 esordisce nel mondo del cinema nel film Tir groupé, mentre l'anno seguente recita nella sua prima serie tv, Marianne, une étoile pour Napoléon, che le procura un grande successo. Nel 1987 interpreta il ruolo di Regina Berluzzi nel film La Rumba, diretto da Roger Hanin, accanto a famosi attori come Michel Piccoli, Niels Arestrup e Guy Marchand. Nel 1988, accanto all'attrice francese Béatrice Dalle, torna al cinema nel ruolo di Cristina nel film La visione del Sabba di Marco Bellocchio. Il successo del film le vale un gran numero di proposte per film e serie tv all'estero.
Dopo essersi imposta in produzioni inglesi della BBC e della NBC, è richiamata in patria nel 1995 da Bernard Uzan, che la vuole nel film televisivo Lulu roi de France. Il canale TF1 la contatta per interpretare il ruolo di Isabelle Florent nella serie tv Il comandante Florent e, dopo due anni di negoziazioni, viene realizzato l'episodio pilota, che raggiunge un ascolto di 12.300.000 telespettatori. Questo successo segna l'inizio di una delle serie televisive preferite dal pubblico francese e, nel 1997, la Touzet è premiata nella categoria Migliore attrice di telefilm alla cerimonia dei 7 d'Or Night.
Nel 2000, insieme all'amica Nguyen Thi Lan, fonda la propria società di produzione, la Corilan' Productions, che porta alla realizzazione di diversi film come La vie au grand air, Et demain Paula, Valentine. Prodotti e interpretati dalla Touzet, i film ottengono alla tv francese grandi successi. Nel 2004 riconferma il successo con il film Profumo di Caraibi, in cui interpreta il ruolo di Agnès Merline. Nel 2006 inaugura la sua nuova società di produzione che prende il nome di Yes Productions.
Nel 2008 torna a teatro con la pièce Mobile Home di Sylvain Rougerie, portata in scena da Anne Bourgeois, con Jean-Pierre Bouvier, Sylvaine Rougerie e Jean-Michel Portal. La tournée teatrale ottiene un grandissimo successo e tocca diverse province della Francia, poi il Belgio e infine la Svizzera. Nel 2010, per il canale TF1, la Touzet interpreta il ruolo di Louise Verneuil nella serie tv Interpol. Malgrado il successo, dopo i sette episodi della prima stagione, l'attrice sceglie di non continuare, dichiarando di "essere stanca dei ruoli di poliziotta".
Lo stesso anno torna sul palcoscenico, al Teatro des Variétés a Parigi, con la pièce Personne n'est parfait, portata in scena da Alain Sachs, con Jean-Luc Reichman. Lo spettacolo ottiene un grande successo. Nel settembre 2011 è di nuovo a teatro, al Teatro de la Porte Saint-Martin a Parigi, per la pièce Soif, scritta da Fred Nony e portata in scena da Marion Sarrault (la stessa regista del primo film della Touzet, Marianne, une étoile pour Napoléon). Lo spettacolo ottiene un grande successo, cui segue nel 2012 una tournée nazionale e internazionale (Svizzera e Libano).
Nel luglio 2013, al Teatro du Chêne Noir ad Avignone, durante il Festival del Teatro, interpreta il ruolo di Antonietta nella pièce Una giornata particolare, adattato dal film del 1977 di Ettore Scola con Sophia Loren e Marcello Mastroianni, e prodotto dalla Touzet e portato in scena da Christophe Lidon. Accanto a lei, nel ruolo di Gabriele, l'attore Jérôme Anger. Una giornata particolare narra l'incontro tra una casalinga incolta e un giornalista condannato dal regime di Mussolini per via della sua omosessualità. Lo spettacolo di Avignone è seguito da una tournée nazionale ed internazionale, e viene anche rappresentato nel 2015 al Teatro du Petit Montparnasse a Parigi.
Nel Luglio 2015, durante il Festival del Teatro di Avignone (Off), al Teatro Actuel, la Touzet produce un nuovo spettacolo, Un nouveau départ, scritto da Antoine Rault e diretto da Christophe Lidon, in cui interpreta il ruolo di Catherine, un'energica donna d'affari sempre in conflitto con sua figlia adolescente. Dal gennaio 2016, questa pièce è rappresentata a Parigi, al Teatro delle Variétés.
Nel Luglio 2017, nuovamente per il Festival del Teatro di Avignone (Off), al Teatro Actuel, la Touzet produce una nuova commedia, Voyage en ascenseur, scritta da Sophie Forte e portata in scena da Anne Bourgeois, storia di un incontro improbabile tra Juliette (interpretata dalla Touzet) et Moctawamba (interpretato da Modeste Dela Nzapassara).

## Vita privata
Corinne Touzet è divorziata ed ha una figlia nata nel 1994.

## Filmografia

### Attrice
- Tir groupé (1982)
- Ça va pas être triste (1983)
- S.A.S. à San Salvador (1983)
- Marianne, une ètoile pour Napoléon (1983) Serie TV
- Viva la vita (Viva la vie!) (1984)
- Le chàteau (1984) Film TV
- Les amours des années 50, nell'episodio "Les scorpionnes" (1985)
- Le cowboy (1985)
- Hôtel de police (1985) Serie TV
- L'amour propre ne le reste jamais très longtemps (1985)
- Prochainement sur cet écran (1985) Cortometraggio
- Ne pas déranger (1985) Cortometraggio
- Liberty (1986) Film TV
- La force du destin (1986) Cortometraggio TV
- Marie Pervenche, nell'episodio "Une tigresse dans le moteur" (1987)
- La rumba (1987)
- Bonjour maître (1987) Miniserie TV
- La visione del sabba (1988)
- La chaîne (1988) Miniserie TV
- Prisonnières (1988)
- Crash (1988) Film TV
- Le retour de Lemmy Caution (1989) Film TV
- Le Lyonnais, nell'episodio "Vidéo-meurtres" (1990)
- Il commissario Navarro (Navarro), nell'episodio "Mort d'une fourmi" (1990)
- Counterstrike, nell'episodio "Escape Route" (1990)
- Tango Bar (Tango Bar) (1989) Film TV
- Les hordes (1991) Miniserie TV
- Génération oxygène (1991)
- Red Fox (1991) Miniserie TV
- La moglie nella cornice (1991) Miniserie TV
- La dernière tentation de Chris (1991) Cortometraggio
- The First Circle (1992) Film TV
- Jewels (1992) Film TV
- Der Betrogene (1993) Film TV
- Carlo Magno (Charlemagne, le prince à cheval) (1994) Miniserie TV
- Le misanthrope (1994) Film TV
- Legame fatale (Passion mortelle) (1996) Film TV
- Le retour d'Arsène Lupin, nell'episodio "Le masque de Jade" (1995)
- Lulu roi de France (1995) Film TV
- Samson le magnifique (1995) Film TV
- Maria fille de Flandre (1995) Film TV
- L'Homme qui Marche (1996)
- Le bébé d'Elsa (1996) Film TV
- Profession infirmière, nell'episodio "Les yeux de Virgil" (1997)
- Rideau de feu (1997) Film TV
- D'or et de safran (1998) Film TV
- Une leçon d'amour (1998) Film TV
- La traversée du phare  (1999) Film TV
- Les inséparables (2001) Film TV
- La vie au grand air (2002) Film TV
- Et demain, Paula? (2002) Film TV
- Valentine (2003) Film TV
- Profumo di Caraibi (Un parfum de Caraïbes) (2004) Film TV
- L'homme qui voulait passer à la télé (2005) Film TV
- L'enfant de personne (2005) Film TV
- Maldonne (2006) Film TV
- I segreti del vulcano (Les secrets du volcan) (2006) Miniserie TV
- Valentine & Cie (2007) Film TV
- Il comandante Florent (Une femme d'honneur) (1996-2008) Serie TV
- Une maman pour un coeur (2008) Film TV
- Interpol, negli episodi "Le dernier cercle" (2010), "La vie devant soi" (2011), "Nuit polaire" (2011), "Double jeu" (2011), "Samia" (2011), "Au pied du mur" (2011), "La tête haute" (2011)
- Un crime oublié (2012) Film TV
- La malédiction de Julia (2014) Film TV
- Un si joli mensonge (2014) Film TV
- Meutres sur le lac Léman (2016) Film TV

### Produttrice
- La vie au grand air (2002) Film TV
- Et demain, Paula? (2002) Film TV
- Valentine (2003) Film TV
- Profumo di Caraibi (Un parfum de Caraïbes) (2004) Film TV
- L'enfant de personne (2005) Film TV
- Maldonne (2006) Film TV
- Valentine & Cie (2007) Film TV
- Une maman pour un coeur (2008) Film TV
- Un crime oublié (2012) Film TV